# João Pica
João Miguel Passos Manuel Pica (Moura, 8 aprile 1986) è un ex calciatore portoghese, di ruolo difensore.

## Carriera
Ha debuttato in Primeira Liga con il Tondela il 20 dicembre 2015, nell'incontro perso 1-3 contro il Vitória Setúbal.

## Palmarès

### Club

#### Competizioni nazionali
- Segunda Liga: 1

Tondela: 2014-2015